# Колобър (филм)
Вижте пояснителната страница за други значения на Колобър.
„Коло̀бър “ е български (криминално,  приключенски) телевизионен филм от 2001 година на режисьора Сотир Гелев, по сценарий на Сотир Гелев и Пенко Гелев. Оператор е Георги Марков. Музиката във филма е композирана от Румен Бояджиев. Художник Иван Андреев..
Каскадите са направени от „Куатро транс“: Станимир Стаматов и Асен Асенов.

## Актьорски състав
| Изпълнител         | Роля                                                                          |
| ------------------ | ----------------------------------------------------------------------------- |
| Иван Ласкин        | Емил, полицай и приятел на Борис                                              |
| Борис Чучков       | Борис Михайлов, съпруг на Майа и наследник на княз Борис I                    |
| Виктория Терзийска | Майа, съпруга на Борис и дъщеря на последния колобър, великият жрец на Тангра |
| Валентин Ганев     | професор Куманов колега на Майа                                               |
| Михаил Мутафов     | Коло̀бър , бащата на Майа и последния колобър, и велик жрец на Тангра          |
| Валентин Танев     | доктор Павлов                                                                 |
| В епизодите        |                                                                               |
| Кирил Ефремов      | Големия                                                                       |
| Явор Гигов         | Дребния                                                                       |
| Марта Кондова      | циганка                                                                       |
| Иван Панев         | „Брадата“                                                                     |
| Мария Стоянова     | книжарка                                                                      |
| Владимир Колев     | полицай                                                                       |
| Румен Гаванозов    | Крум                                                                          |
| Десислава Банова   | репортер                                                                      |
| Богдана Вулпе      | съседка                                                                       |
| Ирена Христова     | съдебен фотограф                                                              |